# Chessaria: La aventura táctica
Chessaria: The Tactical Adventure es un juego de ajedrez en 3D desarrollado por Pixel Wizards y lanzado en Steam ( Windows / Mac ) en marzo de 2018.

## Juego
Chessaria es un videojuego en el que las piezas de ajedrez cobran vida como personajes animados de fantasía. El juego sigue las reglas del ajedrez tradicional y las batallas siempre se desarrollan de manera que la pieza que captura derrota a su objetivo. El juego contiene tres ejércitos jugables (Altos Elfos, Elfos Oscuros y Orcos), cada uno compuesto por seis héroes basados en los movimientos y ataques de las piezas de ajedrez .
El juego se basa en niveles e incluye operaciones de rescate, dominación de zonas, misiones de asesinato y batallas contra jefes. El juego se desarrolla en cuadrículas de diferentes tamaños ubicadas en un escenario que afecta a la accesibilidad de las fichas. El juego se juega desde una perspectiva aérea y ofrece una vista táctica donde las piezas 3D aparecen como iconos de ajedrez .
Chessaria se puede jugar en tres modos de juego: Aventura, Juego Rápido y Multijugador en línea. La Aventura es una campaña en solitario  compuesta por cien  acertijos y batallas de ajedrez. El Juego Rápido es un modo PVP / PVE permite jugar partidas personalizables de ajedrez clásico y variantes de ajedrez como Horde Chess y Barricade Chess. El modo multijugador en línea es un modo de juego PvP que permite a los amigos de Steam jugar las variantes del juego rápido en batallas multijugador en línea .

## Argumento
La historia de Chessaria comienza en la ciudad élfica de Silvera, que es atacada por un dragón de fuego procedente del norte después de mil años de paz y prosperidad. Los Altos Elfos deciden embarcarse en un viaje para buscar justicia y revelar la verdad detrás del ataque.

## Motor de ajedrez
La Inteligencia Artificial del juego llamada Chessaria AICE fue desarrollada por Enrique Sánchez Acosta, doctor en ingeniería informática, ingeniero de software de investigación y desarrollo y programador de ajedrez informático. La IA es un motor de ajedrez mejorado basado en la investigación realizada para el motor de ajedrez Alfil, creado por Acosta.  y con una calificación de más de 2800 Elo  Chessaria AICE admite computación MultiThread, nuevas misiones fuera del jaque mate, objetivos asimétricos, nuevas piezas y diferentes tipos de obstáculos.

## Banda sonora
Las trece pistas orquestales del juego fueron creadas por el compositor británico Ben Rawles.